# Ватрас Володимир Антонович
Володимир Антонович Ватрас (нар. 12 лютого 1980, м. Полонне, Хмельницька область) — український правник, науковець. Народний депутат України 9-го скликання.

## Життєпис
Закінчив юридичний факультет Хмельницького інституту регіонального управління та права (1997—2002). З 2002 по 2006 рік — аспірант Інституту держави і права НАН України. Доктор юридичних наук, професор. Займається науковою діяльністю.
Професор кафедри цивільного права та процесу у Хмельницькому університеті управління та права імені Леоніда Юзькова.
Адвокат. У 2016 році обраний головою кваліфікаційної палати Кваліфікаційно-дисциплінарної комісії адвокатури Хмельницької області.
Офіційний представник кандидата на пост Президента Зеленського на виборах 2019 року в Хмельницькій області.
Кандидат у народні депутати від партії «Слуга народу» на парламентських виборах 2019 року, № 72 у списку. На час виборів: професор кафедри цивільного права та процесу Хмельницького університету управління та права імені Леоніда Юзькова, безпартійний. Живе в Хмельницькому.
Член Комітету ВРУ з питань правової політики, голова підкомітету з питань організації та діяльності адвокатури, органів надання правової допомоги.

## Сім'я
Одружений. Має сина Ярослава та доньку Катерину.

## Нагороди і звання
- Почесне звання Заслужений юрист України (23 серпня 2021) — за значний особистий внесок у державне будівництво, зміцнення обороноздатності, соціально-економічний, науково-технічний, культурно-освітній розвиток Української держави, вагомі трудові досягнення, багаторічну сумлінну працю та з нагоди 30-ї річниці незалежності України[9]